# La Carabine nationale
Pour plus de détails, voir Fiche technique et Distribution.
La Carabine nationale (titre original : La escopeta nacional) est un film espagnol réalisé par Luis García Berlanga et sorti en 1978.

## Synopsis
Un industriel catalan organise une partie de chasse mondaine afin de promouvoir ses ambitions commerciales. Mais il doit surmonter de nombreuses difficultés avec ses invités. En outre, les politiciens corrompus sur lesquels ils comptaient seront évincés lors d'un remaniement ministériel. Un tableau satirique des classes au pouvoir dans les dernières années du franquisme...

## Fiche technique
- Titre du film :  La Carabine nationale
- Titre original : La escopeta nacional
- Réalisation : Luis García Berlanga
- Scénario : Rafael Azcona, L. García Berlanga
- Photographie : Carlos Suárez - Couleurs
- Montage : José Luis Matesanz
- Décors : Félix Murcie
- Production : Alfredo Matas pour Incine
- Pays d'origine :  Espagne
- Durée : 95 minutes
- Date de sortie : 14 septembre 1978 en Espagne

## Distribution
- José Sazatornil : Jaume Canivell, l'industriel
- Antonio Ferrandis : Álvaro
- José Luis López Vázquez : Luis José
- Luis Escobar : le marquis de Leguineche
- Mónica Randall : Mercé
- Agustín González : le père Calvo
- Rafael Alonso : Cerrillo
- Amparo Soler Leal : Chus
- Bárbara Rey : Vera del Bosque
- Laly Soldevila : Laura
- Conchita Montes : Soledad
- Andrés Mejuto : De Prada

## Commentaires
- La escopeta nacional est le premier film du tandem Azcona-Berlanga réalisé sous la jeune démocratie espagnole. Il évoque, sous un angle férocement humoristique, les ultimes instants d'une dictature à l'agonie. « Par le viseur de leur carabine de fête foraine, Berlanga et Azcona firent passer tous les représentants d'un ordre politique et social qui s'effondrait »[1] : marquis ruinés, politiciens prévaricateurs, bourgeois arrivistes, domestiques serviles et complices, clergé ultra-conservateur... « Comédie chorale tournée en de larges plans-séquences surpeuplés de personnages grotesques, La escopeta nacional est le film le plus caustique »[1] des deux compères.